# 八木秀司
八木 秀司（やぎ しゅうじ、1935年8月1日 - ）は、日本の元俳優。

## 人物
劇団手織座に所属していた。
テレビドラマを中心に端役として出演した。

## 出演作品

### テレビドラマ
- 仮面ライダーシリーズ（MBS / 東映）
  - 仮面ライダーV3 第29話「ドクトル・ゲー 最後の挑戦!」（1973年） - 父親
  - 仮面ライダーアマゾン 第3話「強くてハダカで速い奴!」（1974年） - 釣り人
- 荒野の用心棒 第28話「虐殺の丘に女の復讐が燃えて…」（1973年、NET / 三船プロダクション）
- 右門捕物帖 第10話「真実」（1974年、NET / 東映） - 木賃宿の主人
- 大江戸捜査網 第3シリーズ（12ch / 三船プロダクション）
  - 第63話「必死の金庫破り!」（1974年）
  - 第138話「大暴れ娘かわら版」（1976年）
- バーディー大作戦 第53話「ニセ追出刑事 質屋猫ババ殺人事件」（1975年、TBS / 東映）
- 野わけ 第5話（1975年、YTV）
- 破れ傘刀舟悪人狩り 第42話「愛の残影」（1975年、NET / 三船プロダクション） - 玄徳
- 大河ドラマ（NHK）
  - 風と雲と虹と（1976年） - 民人
  - 花神 第38話「おたずね者蔵六」、第39話「周防の人々」（1977年） - 松野孫八郎
  - 黄金の日日（1978年） - 行商人
  - 獅子の時代（1980年） - 写真師
  - 峠の群像 第18話「内蔵助決めた」（1982年） - 宿の番頭
  - 徳川家康（1983年）
- 虹のエアポート 第14話「讃歌」（1976年、TBS / 松竹）
- ロボット110番 第6話「ガンちゃんパパになる」（1977年、ANB / 東映）
- 連続テレビ小説（NHK）
  - マー姉ちゃん（1979年） - 車掌
  - おしん 第25話（1983年） - 男
- 雲霧仁左衛門 第3話「あゝ無情! 運命峠」（1979年、CX / 松竹）
- 半七捕物帳 第24話「闇からの声」（1979年、ANB / 歌舞伎座テレビ）
- 特捜最前線 第159話「ポルノ雑誌殺人事件!」（1980年、ANB / 東映）
- 東芝日曜劇場 / おんなの家 その十二（1982年、TBS）
- 花王愛の劇場 / 流れる星は生きている（1982年、TBS）
- 立花登 青春手控え 第19話「哀しみの罠」（1982年、NHK）
- Gメン'82 第7話「指の無いサンタクロース」（1982年、TBS / 東映）
- ザ・サスペンス / 秘められた心中（1984年、TBS）
- はぐれ刑事純情派 第5シリーズ 第18話「盗聴器を仕掛けた女・ガテンギャルの犯罪」（1992年）